# Who Says (canción de Selena Gomez & the Scene)
«Who Says» es una canción interpretada por la banda estadounidense de pop Selena Gomez & the Scene, perteneciente a su tercer álbum de estudio When the Sun Goes Down de 2011. Emanuel Kiriakou y Priscila Hamilton la compusieron, mientras que John Hardin la produjo. Se lanzó en el sello Hollywood Records como el primer sencillo oficial del álbum el 11 de marzo de 2011 en iTunes. En una entrevista con MTV, la vocalista de la banda, Selena Gomez, comentó que al escuchar «Who Says» se inspiró completamente. Además de incluirse en When the Sun Goes Down, «Who Says» apareció en los álbumes recopilatorios de éxitos Ultimate Pop Princesses, Kidz Bop 20 y Radio Disney Jams: 15th B-Day Edition. En 2014, Selena Gomez incluyó la canción en su primer álbum de grandes éxitos y último lanzamiento con Hollywood Records, For You.
El tema recibió comentarios positivos y negativos por parte de los críticos, quienes elogiaron su contenido lírico, pero denigraron su falta de originalidad. Uno de ellos comentó que «parece un poco superflua», mientras que otro dijo que «es el único tropezón» del disco. Por otro lado, «Who Says» contó con un buen recibimiento comercial, ya que logró entrar en las principales listas de éxitos de diez países y ubicarse entre los treinta primeros en cuatro de ellas. En los Estados Unidos alcanzó el puesto número 21 en la lista Billboard Hot 100, así como el número 11 en Digital Songs y el 17 en Pop Songs. También recibió el premio al mejor sencillo en los Teen Choice Awards de 2011, categoría en la que competía contra «Born This Way» de Lady Gaga, «Firework» de Katy Perry, «The Time (Dirty Bit)» de The Black Eyed Peas y «Give Me Everything» de Pitbull con Ne-Yo, Afrojack y Nayer.
Chris Applebaum dirigió su vídeo musical, que fue lanzado por la banda en su cuenta VEVO de YouTube el 11 de marzo de 2011. También lanzaron una versión en español y distintas remezclas del tema para su promoción en Latinoamérica. La agrupación la interpretó por primera vez en Concert for Hope el 16 de marzo de 2011. Posteriormente, la cantaron en los premios MuchMusic Video Awards 2011 el 19 de junio del mismo año.

## Antecedentes y composición
En una entrevista con MTV, la vocalista de la banda, Selena Gomez, comentó que «al principio no quería lanzar un nuevo álbum [...] pero escuché "Who Says" y pensé que era impresionante, me inspiró completamente». Luego, agregó que:

«Sentí que mis seguidores necesitan esta canción ahora mismo [...] Así que pensé que era un dulce mensaje. Con el acoso escolar, el ciberacoso y con toda la negatividad que se encuentra en la secundaria, y lidiar con [estas] cosas, estás listo para descubrir quién eres [pero]; no ayuda cuando la gente está constantemente tratando de derribarte, estoy lidiando con eso, por supuesto».

 Según Gomez, cada vez que interpreta la canción, se siente «mucho mejor» y la define como «dulce» y «divertida». Cuando el tema debutó en On Air with Ryan Seacrest, lo calificó como «un mensaje para los haters que tratan de derribarla», debido a los comentarios y amenazas que recibió cuando hizo pública su relación con el cantante canadiense Justin Bieber. Jocelyn Vena de MTV comparó la pista con otros «himnos marginados» interpretados por Katy Perry, Lady Gaga y Pink.
«Who Says» es una canción dance pop, pop rock y teen pop escrita por Emanuel Kiriakou y Priscilla Hamilton, producida por John Hardin y distribuida por Hollywood Records. Su letra trata sobre aceptarse a uno mismo y no dejar que las críticas te derrumben. Según Brian Voerding del blog de la radio AOL, «Selena canta sobre permanecer fiel a ella misma, sobre todo ante la duda que le surge cuando otros le dicen que no puede vivir sus sueños». En la canción se refiere a sus críticas como «el precio de la belleza». De acuerdo con la partitura publicada en Musicnotes, el tema tiene un tempo moderato de 100 pulsaciones por minuto y está compuesto en tonalidad mi mayor. El registro vocal de Gomez se extiende desde la nota sol♯3 hasta la do♯6.

## Recepción

### Comentarios de la crítica
Bill Lamb de About.com comentó que la canción tiene «un arreglo instrumental brillante y pegadizo» y «un estribillo irresistible», pero «carece de originalidad». El periódico en línea The Huffington Post la calificó de «linda», aunque gran parte de ella «parece un poco superflua». Amy Sciarretto de PopCrush comentó en su crítica de When the Sun Goes Down que:

«Hay una razón para que "Who Says" sea el primer sencillo del álbum y es porque es tan contagioso como un resfriado en invierno [...] Esta es una de esas canciones sobre amarte a ti mismo en las que quieres "bailar como si nadie te estuviese viendo". Es innovadora porque no se trata de una balada al estilo "Beautiful" de Christina Aguilera. Este es el placer culpable número uno del verano».

El sitio web Teen Ink, en su revisión acerca del tema, elogió su contenido al comentar que: «En lugar de hablar acerca de los chicos, el amor, o caprichos, Selena Gomez se acerca a otro tópico por primera vez, ¡y ella realmente hizo un gran trabajo con él!». Tim Sendra de Allmusic, la nombró como el «único tropezón» del álbum al considerarla un «himno de empoderamiento demasiado serio que resulta un poco forzado y fuera de lugar». Shaun Kitchener de Trash Lounge comentó que la canción «empieza bien pero pierde el contacto con todo el mundo que esté por encima de la edad de 14 años con letras como "Who says you're not pretty?"».

### Recibimiento comercial
«Who Says» logró un buen recibimiento comercial alrededor del mundo, mayoritariamente en Norteamérica y Europa. En los Estados Unidos, llegó a la posición número 21 del conteo Billboard Hot 100. También entró en las listas Pop Songs y Digital Songs, en las que alcanzó las posiciones número 17 y 11, respectivamente. Asimismo, obtuvo el primer lugar en la lista Dance/Club Play Songs, lo que lo convierte en su segundo número uno consecutivo en dicha lista, y tercero en total. Luego de su buena recepción en los Estados Unidos, la RIAA condecoró al sencillo con tres discos de platino. Para agosto de 2014 había vendido 2 032 000 de copias solo en los Estados Unidos, lo que para entonces lo convirtió en el segundo sencillo mejor vendido de la banda, luego de «Love You like a Love Song», que había vendido más de 2.6 millones. Por su parte, en Canadá llegó al puesto número 17 en la lista Canadian Hot 100 en la semana del 2 de abril de 2011. En el Reino Unido, se ubicó en el puesto número 51 de la lista UK Singles Chart, lo que la convierte en su tercera canción mejor posicionada en dicho país, solo detrás de «Naturally» y «Round & Round». Asimismo, también contó con buena recepción en Australia, donde obtuvo la posición número 57 y recibió un disco de platino por parte de la ARIA, por vender 70 mil copias. En Eslovaquia, llegó al puesto número noventa en la lista Radio Top 100, que aloja las canciones más tocadas en las radios del país. También alcanzó las posiciones número 15, 36 y 44 en Nueva Zelanda, Irlanda y Alemania, respectivamente.

## Promoción

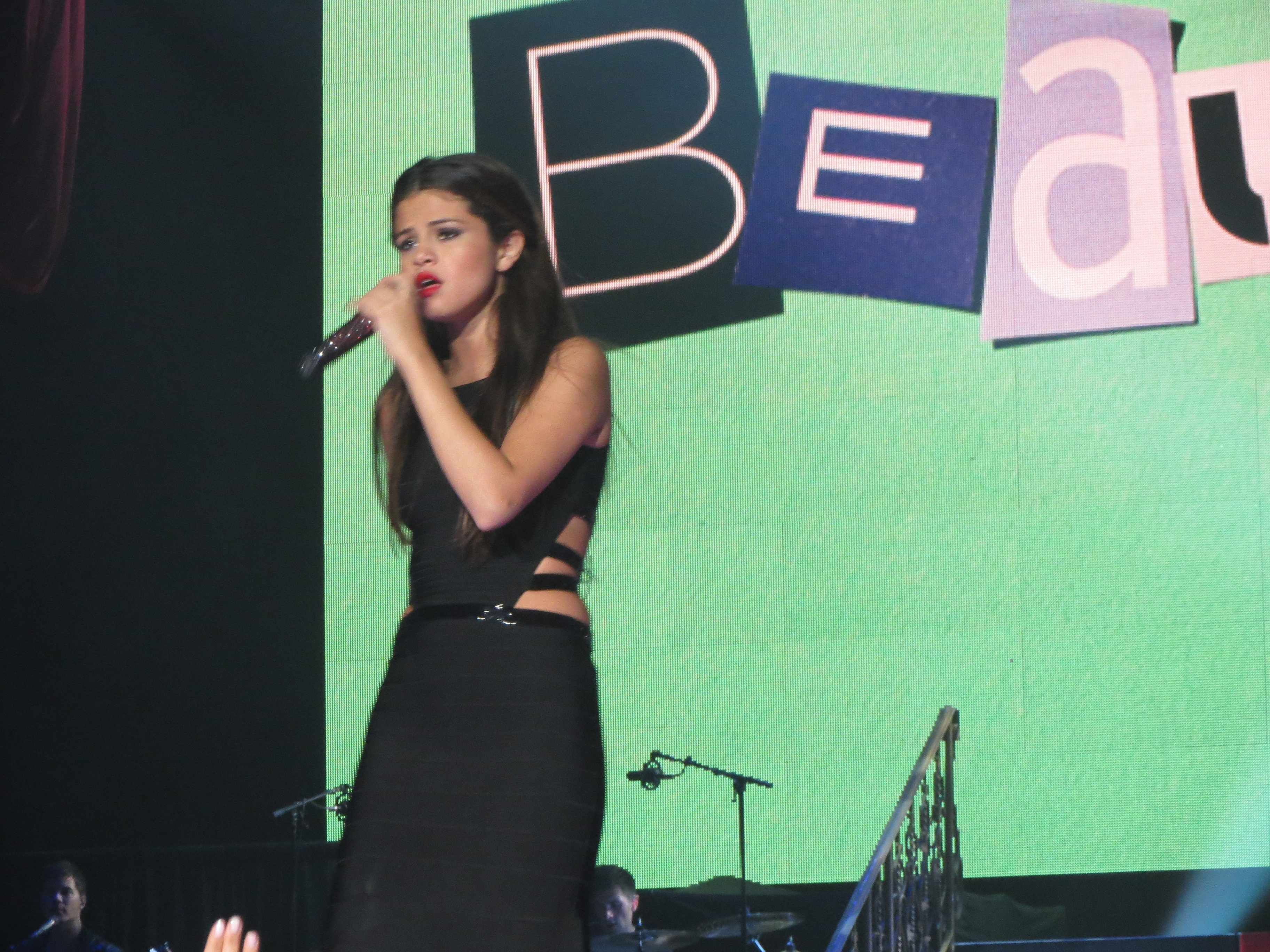
Selena Gomez cantando «Who Says» en su primera gira mundial como solista, Stars Dance Tour, noviembre de 2013.

### Vídeo musical
Chris Applebaum, quien ha trabajado con artistas como Britney Spears, Christina Aguilera, Miley Cyrus y Rihanna, dirigió el vídeo musical de «Who Says». Su estreno mundial se llevó a cabo el 11 de marzo de 2011 a través de la cuenta oficial de VEVO de la banda en YouTube. Este comienza con la cámara enfocando directamente la cara de Selena Gomez. En seguida, la cámara se aleja y muestra a la cantante usando un vestido largo de color negro mientras posa en un set de fotografía. Cuando acaba la sesión fotográfica, comienza a quitarse los tacones y los aretes para posteriormente salir del set y caminar descalza por las calles de la ciudad. Al comenzar el estribillo de la canción, llega a un mural en donde espera a un taxi. Tras esto, el vehículo la lleva hasta un baño público en el que Gomez comienza a quitarse el maquillaje y luego va corriendo hasta una playa. Finalmente, el vídeo acaba con la banda tocando la canción en la playa junto a un grupo de gente y una ola que borra la palabra «The End» —en español: «El fin»— de la arena.

### Presentaciones en vivo
La banda interpretó «Who Says» por primera vez en el Concert for Hope el 16 de marzo de 2011. En la presentación, la vocalista vestía una prenda larga de color rosado decorada con joyas plateadas. Luego, volvieron a interpretarla en el tercer episodio del programa de Disney Channel, So Random!. El 5 de abril de 2011, la tocaron en la versión estadounidense del programa Dancing with the Stars. Durante la interpretación, la vocalista usaba un vestido de color rojo y unos tacones negros, mientras que los demás miembros de la banda vestían trajes de color negro. También la presentaron en los premios MuchMusic Video Awards 2011 el 19 de junio de 2011. El 17 de junio de 2011, la presentaron nuevamente en el programa matutino estadounidense Good Morning America para cantar algunos temas de When the Sun Goes Down, entre estos, «Who Says». Posteriormente, la interpretaron en el programa Late Night with Jimmy Fallon el 24 de junio de 2011, y cinco días después en Live with Regis and Kelly, respectivamente.

## Versión en español
«Dices» es la versión en español de «Who Says». Se dio a conocer cuando la vocalista de la banda publicó el audio en su cuenta oficial de YouTube. La canción fue lanzada el 14 de junio en iTunes como el segundo sencillo promocional extraído del álbum When the Sun Goes Down, después del «Bang Bang Bang» publicado el 7 de junio de 2011. La letra fue adaptada al español por Edgar Cortazar y Mark Portmann.
Anteriormente, la banda interpretó la versión en español de «A Year Without Rain» titulada «Un año sin ver llover» en el programa Lopez Tonight, donde Selena comentó que: «La música significa mucho para mí y también quisiera cantar en español. Lanzar un álbum completo en ese idioma haría muy felices a mis padres». En una entrevista con Ritmosonlatino, Gomez confesó que después de «Un año sin ver llover» y «Dices» aún quería seguir grabando canciones en español y reafirmó que tenía interés en realizar una producción en ese idioma. Su interés era la de lograr aprender un poco más de español:

Realmente necesito aprender español. Practico el español, pero puedo entender mejor de lo que hablo. En varias entrevistas que he hecho, la gente me habla en español y yo respondo en inglés. Se trata de "wow, lo tienes muy fácil".
Selena Gomez

Crítica
A pesar de no haber entrado a ninguna lista de éxitos, la canción recibió reseñas mixtas por parte de los críticos. Muchos fans en Latinoamérica la criticaron por no ser una traducción de la canción en inglés y la letra ser diferente. También criticaron el uso del Auto-tune, por lo cual no era reconocible la voz de Selena.
Cristin Maher, de PopCrush, elogió la capacidad de Gomez para cantar en español, diciendo «durante la canción, Gomez muestra sus habilidades bilingües, cantando muy bien las letras en español». La calificó con cuatro estrellas y media sobre cinco y comentó que: 

«Estamos en verdad impresionados con la manera en que Gomez —quien es descendiente de mexicanos y americanos e incluso su nombre proviene de la fallecida cantante de tejano Selena— tradujo su canción para sus seguidores latinos. En general, nos gusta "Dices". La letra en español aporta un toque exótico a la gran y pegadiza canción pop».

Maher elogió además la «fluidez de cada palabra en su lengua» en el verso «Por ti me olvidé de quien yo era en realidad / Contigo me quedé, como un diamante sin brillar / No quiero ser así, espejo de tu vanidad / Prefiero ser de mí / Sin nada que temer, nada que cambiar». Aunque añadiría que no sabía si los fans estadounidenses se acostumbrarían a la etapa de Selena cantando en español.
Blair Kelly de MusicOHM comentó que When the Sun Goes Down «cierra con la atroz [versión] en español de "Who Says", la inclusión [de "Dices" en el álbum] es totalmente incómoda e innecesaria».

## Formatos y remezclas
- Descarga digital

| «Who Says» — Sencillo |            |          |  |
| N.º                   | Título     | Duración |  |
| 1.                    | «Who Says» | 3:15     |  |

| «Who Says (Remix)» |                                                    |          |  |
| N.º                | Título                                             | Duración |  |
| 1.                 | «Who Says» (Dave Audé Club Mix)                    | 7:07     |  |
| 2.                 | «Who Says» (Bimbo Jones Club Mix)                  | 5:46     |  |
| 3.                 | «Who Says» (Tony Moran And Warren Rigg Club Remix) | 7:24     |  |
| 4.                 | «Who Says» (Joe Bermúdez - Chico Club Remix)       | 6:51     |  |
| 5.                 | «Who Says» (SmashMode Extended Remix)              | 5:41     |  |

## Posicionamiento en las listas

### Semanales
| País              | Lista                 | Mejor posición |      |
| 2011              | 2011                  | 2011           | 2011 |
| ----------------- | --------------------- | -------------- | ---- |
| Alemania          | German Singles Chart  | 44             |      |
| Australia         | ARIA Top 100 Singles  | 57             |      |
| Austria           | Ö3 Austria Top 40     | 62             |      |
| Bélgica (Flandes) | Ultratip 50           | 8              |      |
| Canadá            | Canadian Hot 100      | 17             |      |
| Eslovaquia        | Radio Top 100         | 90             |      |
| Estados Unidos    | Billboard Hot 100     | 21             |      |
| Estados Unidos    | Pop Songs             | 17             |      |
| Estados Unidos    | Dance/Club Play Songs | 1              |      |
| Estados Unidos    | Digital Songs         | 11             |      |
| Estados Unidos    | Radio Songs           | 47             |      |
| Irlanda           | Irish Singles Chart   | 36             |      |
| Japón             | Japan Hot 100         | 68             |      |
| Nueva Zelanda     | Top 40 Singles        | 15             |      |
| Reino Unido       | UK Singles Chart      | 51             |      |

| Predecesor: «I'm Into You» de Jennifer Lopez con Lil Wayne | Dance/Club Play Songs - Sencillo número uno 30 de julio de 2011 | Sucesor: «Save the World» de Swedish House Mafia |

### Anuales
| Canadá         | Canadian Hot 100      | 91 |
| Estados Unidos | Billboard Hot 100     | 78 |
| Estados Unidos | Dance/Club Play Songs | 27 |
| Estados Unidos | Digital Songs         | 51 |

### Certificaciones
| País           | Organismo certificador | Certificación | Simbolización | Ref.   |
| -------------- | ---------------------- | ------------- | ------------- | ------ |
| Australia      | ARIA                   | Platino       | ▲             | [ 33 ] |
| Estados Unidos | RIAA                   | 4× Platino    | 4▲            | [ 28 ] |
| Noruega        | IFPI — Noruega         | Oro           | ●             | [ 55 ] |